# Garibaldi csárdás kis kalapja
A Garibaldi csárdás kis kalapja kezdetű magyar népdal egy Kossuthról szóló 1848-as dal átalakításából keletkezett. Kodály Zoltán gyűjtötte a Gömör vármegyei Kisvisnyón 1913-ban.
Feldolgozás:
| Szerző        | Mire       | Mű                                   | Előadás |
| ------------- | ---------- | ------------------------------------ | ------- |
| Kodály Zoltán | két szólam | Bicinia Hungarica, I. füzet, 36. dal | [ 1 ]   |

## Kotta és dallam
| Garibaldi csárdás kis kalapja, nemzetiszín szalag lobog rajta. Nemzetiszín szalag lobog rajta, Garibaldi neve ragyog rajta. | Letörött a bécsi torony gombja, ihatnék a Garibaldi lova. Szaladj kislány, húzzál neki vizet, Garibaldi a csatába siet. | Ezernyolcszázhatvankettedikben felment Garibaldi egy nagy hegyre, onnan nézte szép Magyarországot, hogy harcolnak a magyar huszárok. |

## Felvételek
- Kossuth Lajos Azt Üzente - Garibaldi Csárdás Kis Kalapja - Süvegemen Nemzetiszínű Rózsa. Énekel: Kerényi András  YouTube (2010. október 24.)  (Hozzáférés: 2016. április 3.) (audió) 3:00–5:17.
- Népdalok. cimbalom.nl (Hozzáférés: 2016. április 3.) (audió) arch

## Kapcsolódó lapok
- Giuseppe Garibaldi